# Tony Andreu
Tony Andreu (Cagnes-sur-Mer, 22 maggio 1988) è un ex calciatore francese, di ruolo centrocampista.

## Palmares

### Club

#### Competizioni nazionali
- Scottish Challenge Cup: 1

Dundee United: 2016-2017